# Rubus ostroviensis
Rubus ostroviensis — вид квіткових рослин з родини трояндових (Rosaceae). Ендемік Польщі.
Вид, ендемічний для Польщі, зустрічається переважно в південній частині Великої Польщі та Нижньої Сілезії.